# Duncan Sheik
Duncan Scott Sheik (Montclair, New Jersey, 18 november 1969) is een Amerikaanse singer-songwriter en componist. Hij treedt sinds 1996 op. Als componist componeert hij vooral muziek voor films en Broadwayproducties.

## Biografie

### Jonge jaren
Sheik groeide op in het huis van zijn grootouders in South Carolina, en zijn ouderlijk huis in New Jersey. Zijn grootmoeder, pianiste aan de Juilliard School, leerde hem piano spelen en moedigde zijn interesse in muziek aan. Sheik studeerde af aan de Eaglebrook School en ging in 1988 naar de Phillips Academy, Andover. Hij studeerde vervolgens semiotiek aan de Brown-universiteit. Na deze studie verhuisde hij naar Daly City, een voorstad van San Francisco, waar hij zijn muzikale carrière begon.

### Carrière
Sheik begon zijn professionele muzikale carrière met optredens voor andere acts zoals Liz and Lisa. Tevens werkte hij mee aan His Boy Elroys album uit 1993. Door zijn connecties met onder andere Tracee Ellis Ross, trok Sheiks muziek de aandacht van Atlantic Records. Duncan Sheiks eigen debuutalbum verscheen in 1996. Dit album bevatte onder andere de hitsingle Barely Breathing, die een groot succes werd in de Verenigde Staten. Het nummer bleef gedurende 55 weken in de Billboard Hot 100 staan. Begin 1998 werd Sheik genomineerd voor een Grammy Award voor “Best Male Pop Vocal Performance”, maar verloor die aan Elton Johns Candle In The Wind.
Daar hij een boeddhist was, nam Sheiks betrokkenheid bij de Soka Gakkai over de jaren steeds verder toe. In 2000 schreef hij voor hen het voorwoord van The Way of Youth: Buddhist Common Sense for Handling Life's Questions door Soka Gakkai-leider Daisaku Ikeda.
Sheiks tweede album, Humming, kwam uit in 1998. In de studio experimenteerde Sheik met nieuwe muziek terwijl hij de vocale geluiden van zijn eerste album behield. Zijn hierop volgende album, Phantom Moon (2001), was een samenwerkingsproject met dichter en schrijver Steven Sater, die Sheik had leren kennen bij de Soka Gakkai. De twee artiesten gebruikten elkaars werk als inspiratie voor het album.
In 2002 maakte Sheik een korte commerciële comeback met zijn album Daylight, waar onder andere de succesvolle singles On A High en Half-Life op stonden. Hierna ging Sheik zich echter steeds meer bezighouden met componeren en acteren. In 2004 schreef hij de muziek voor de film A Home at the End of the World.
Sheiks nieuwste album, White Limousine, kwam uit op 24 januari 2006 onder het Zoe Records-label.
Samen met Steven Sater schreef Sheik de muziek voor de musical Spring Awakening. Dit leverde hem een Tony award op.
In 2008 werkte Sheik mee aan het album Songs for Tibet.

## Werk

### Musicals
- Nero (Another Golden Rome) - 2006
- Spring Awakening - 2006
- The Nightingale – 2006

### Albums
- Duncan Sheik - 1996
- Humming – 1998
- Phantom Moon – 2001
- Daylight – 2002
- White Limousine – 2006
- Greatest Hits: A Duncan Sheik Collection – 2007
- Legerdemain - 2015

### Ep's
- At The Reservoir – 1997
- Humming Along – 1998
- White Limousine EP – 2005

### Singles
- Barely Breathing – 1997
- Reasons for Living – 1997
- She Runs Away – 1997
- Wishful Thinking – 1998
- On A High – 2003

Het lied Half-life van het album Daylight werd ook gebruikt als soundtrack voor de succesvolle meidenfilm: What a Girl Wants (met Amanda Bynes).